# Gonioplectrus hispanus
Gonioplectrus hispanus, thường được gọi là cá mú cờ Tây Ban Nha (tên thường gọi trong tiếng Anh: Spanish Flag), là loài cá biển duy nhất thuộc chi Gonioplectrus trong họ Cá mú. Loài này được mô tả lần đầu tiên vào năm 1828.

## Phân bố và môi trường sống
G. hispanus có phạm vi phân bố rộng rãi ở vùng biển Tây Đại Tây Dương. Chúng được tìm thấy từ Bahamas và Florida Keys, trải rộng về phía đông vịnh Mexico và vùng biển Caribe (trừ phía nam), xuống đến Brazil (bao gồm cả đảo Trindade), ngoại trừ khu vực cửa sông ở phía đông bắc nước này. Tuy nhiên, chúng cũng có thể bơi ra tận vùng biển Bắc Carolina của Hoa Kỳ. G. hispanus sinh sống xung quanh các rạn san hô và khu vực đáy đá ở rìa của thềm lục địa; độ sâu được ghi nhận là khoảng 35 – 460 m, nhưng phổ biến nhất là ngưỡng độ sâu hơn 115 m.

## Mô tả
G. hispanus trưởng thành đạt kích thước khoảng 30 cm; thân thuôn dài. Đầu màu đỏ, có dải sọc vàng từ môi trên, băng qua mắt đến gốc vây lưng. Hai bên má và nắp mang có nhiều đốm vàng. Thân màu đỏ cam, có 6 - 7 dải sọc vàng chạy từ sau đầu đến các gốc vây và đuôi. Có một đốm màu đỏ máu ở phía trước vây hậu môn và một đốm trắng lớn ở hai bên bụng. Vây bụng màu tím hoa cà (tím nhạt); các vây còn lại màu vàng nhạt.
Số gai ở vây lưng: 8; Số tia vây mềm ở vây lưng: 13; Số gai ở vây hậu môn: 3; Số tia vây mềm ở vây hậu môn: 7; Số tia vây mềm ở vây ngực: 16 - 17.
Thức ăn của G. hispanus là những loài cá nhỏ, động vật thân mềm và động vật giáp xác. G. hispanus có giá trị cao trong ngành thương mại cá cảnh, nhưng không được đánh bắt phổ biến vì chúng sống ở khá sâu.

## Sách tham khảo
- John D. McEachran, Janice D. Fechhelm (1998), Fishes of the Gulf of Mexico, Volume 2: Scorpaeniformes to Tetraodontiformes, Nhà in Đại học Texas, tr. 540. ISBN 9780292706347